# Shawmut (Metro de Boston)
Shawmut  es una estación en la línea Roja del Metro de Boston. La estación se encuentra localizada en Dayton Street entre Centre Street y Lyndhurst Street en Boston, Massachusetts. La estación Shawmut fue inaugurada el 1 de septiembre de 1928. La Autoridad de Transporte de la Bahía de Massachusetts es la encargada por el mantenimiento y administración de la estación. 

## Descripción
La estación Shawmut cuenta con 2 plataformas laterales y 2 vías. 

## Conexiones
La estación es abastecida por las siguientes conexiones: 
- Rutas de autobuses: Ninguna